# مقاطعة مونتغومري (نيويورك)
مقاطعة مونتغومري (بالإنجليزية: Montgomery County)‏ هي إحدى المقاطعات في ولاية نيويورك في الولايات المتحدة الأمريكية.